# 뉴질랜드 진보당
뉴질랜드 진보당(영어: New Zealand Progressive Party)은 뉴질랜드의 정당이었다. 2008년 현재 의회내에서는 가장 낮은 의석 수 (1석)을 차지하고 있기 때문에 의회내 제8당이었으나, 짐 앤더튼이 정계 은퇴를 선언하면서 해체되었다. 현재 당수는 헬렌 클라크의 노동당 정부에서 농림부장관, 수산부장관을 역임했던 짐 앤더튼(Jim Anderton)이 맡고 있다. 짐 앤더튼 당수는 노동당, 신노동당, 연합당 소속 의원, 뉴질랜드 부총리를 역임한 바 있다.

## 당 이념 및 노선
진보당의 당 이념은 진보주의를 강하게 표방하고, 정치적 노선은 진보 ·  중도좌파로 구성된 당이다. 진보당은 여타 다른 진보정당 중 가장 급진적인 진보정당이다. 이 때문에 노동당, 녹색당 등과의 연정을 표방하기도 했으나 집권에 이르지는 못했다.